# Synagogue de Reichshoffen
La synagogue de Reichshoffen, commune française située dans la circonscription administrative du Bas-Rhin, canton de Reichshoffen, arrondissement de Haguenau-Wissembourg et, depuis le 1er janvier 2021, dans le territoire de la Collectivité européenne d'Alsace, en région Grand Est.
Reichshoffen fait également partie de la Communauté de communes du Pays de Niederbronn-les-Bains et est par ailleurs membre du parc naturel régional des Vosges du Nord.
Elle est à 50 kilomètres au nord de Strasbourg, entre Haguenau et Bitche, à la frontière entre la forêt des Vosges du Nord et les vergers qui ouvrent sur la plaine d'Alsace.

## Éléments historiques

### Situation et évolution de la propriété
Le bâtiment situé et le terrain qui l’entoure (Cadastre : Section 4 – Parcelle 99) appartient au Consistoire israélite du Bas-Rhin comme de nombreux bien dont il a la charge depuis Napoléon Ier. Un décret daté du 4 avril 1853 a autorisé le consistoire israélite à ratifier l’acquisition faite le 1er mai 1849 d’un terrain destiné à la construction d’une nouvelle synagogue. La réception de la synagogue a lieu le 17 juin 1853.
Cet édifice, datant de la fin de la Deuxième République, succède à une autre antique « shülle » (maison d’étude et de prière en judéo-alsacien) datant probablement des années 1770, devenue trop petite et qui se trouvait au n°4, rue des juifs. Le bâtiment, incendié en 1862, est aujourd'hui le fournil de la Boulangerie Krebs.
La synagogue, située au sud-est de la ville, discrète dans sa rue éponyme D’Juddeschülle. Elle constitue probablement le premier exemplaire connu de style néo mauresque avec ses ouvertures géminées à arcs outrepassés inscrites dans les ogives gothiques. Sa situation  en retrait, dans un jardin à l’abri des regards d’une rue ancienne du vieux Reichshoffen, en fait l’héritière directe des synagogues cachées de l’Ancien Régime.

## La construction de la synagogue  et son inauguration en août1852[4]
Le terme «hispano-mauresque» recouvre les formes prises par l'art musulman, cet art s'inspire du plan rectangulaire syrien. L’emploi du style néo-mauresque est censé rappeler une symbiose andalouse mythique, mais le caractère orientalisant reste limité (forme légèrement outrepassée des baies et des portes.
À l'intérieur une grande salle de prière déploie un nombre considérable d'arcs outrepassés en fer à cheval censés mieux représenter le judaïsme mais qui témoignent aussi de la vogue architecturale de l'époque. Albert Haas, architecte départemental  est l'un des précurseurs de ce style orientaliste avec la synagogue de Reichshoffen en 1852.
De l'ancienne synagogue du XVIIIe siècle, transformée en fournil et logement, subsiste une partie du gros-œuvre avec gouttereau sur rue, actuellement mitoyen de part et d'autre. On reconnaît de l'élévation primitive de la nef le socle, les chaînes d'angle, le  bandeau en grès et 3 baies, remaniées, en arc segmentaire.
La synagogue est datée de 1851-1852,, et a été réalisée selon les plans d’Albert Haas, architecte départemental. Mais il ne sera pas le maître d’œuvre pour sa construction car il est révoqué pour raisons politiques par le préfet West,. Les plans de réception de la synagogue seront dressés le 15 décembre 1852 par le successeur d'Albert Hass, l’architecte de l’arrondissement de Wissembourg, Alexandre Matuszinski dans le "style Haas".
La synagogue a conservé toutes ses dispositions et son décor d’origine (verrières, peintures, ferronnerie, huisseries…. Seul le plafond a été remplacé et une partie de son mobilier.
Elle a été construite en grès avec porche et petite abside rectangulaire pour l'Aron et arcs outrepassés qui lui donnent cet aspect néo-mauresque complètement nouveau pour l’époque, sans doute une première dans l’histoire des synagogues d’Alsace.
La synagogue se compose d'un petit porche, l'élévation intérieure comporte un vaisseau, galerie unique dans la salle de prière, et d'une partie annexe accolée à la nef.
Les murs extérieurs pierre de taille et moellons , en grès enduits, avec des fenêtres de style oriental, et des vitraux (verres géométriques).
La partie saillante est constituée de deux niveaux d'élévations sur la face principale. Le premier percé d'une porte à arc outrepassé, encadrée d'une baie à arc outrepassé. Le second, de trois oculus. La face latérale nord est percée d'une porte de même type.
Les murs latéraux à deux niveaux d'élévation sont percés au premier niveau, d'une série de quatre baies doubles à arc outrepassé, chacune surmontée d'un oculus.
La couverture en tuiles plates (biberschwantz) en queue de castor de la nef est à deux pans.
Le mikvé, bain rituel juif, est situé au n° 2 de la rue de la Fontaine, anciennement Heckersbrunnengass, à côté de l'auberge « Au Canon ».

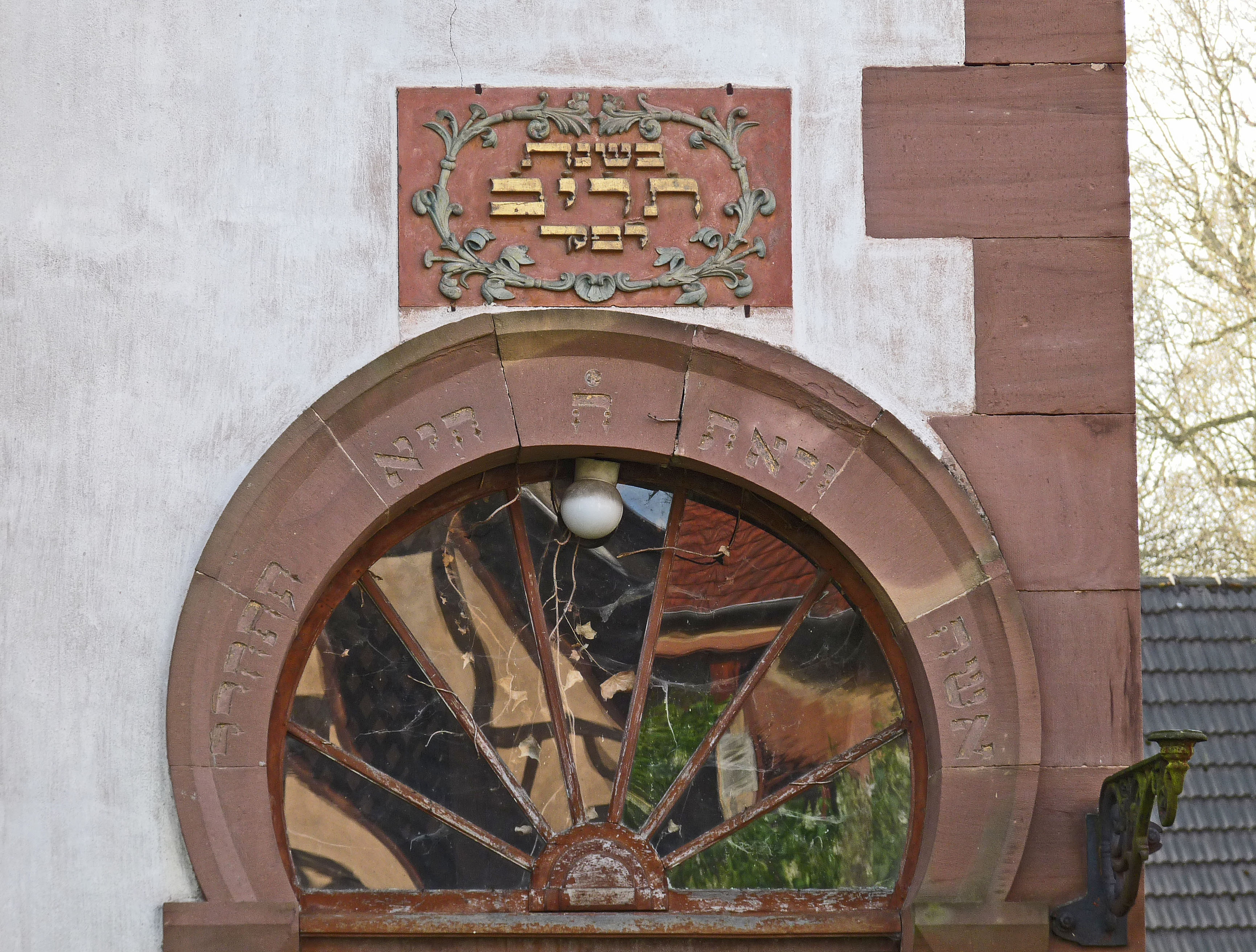
Façade nord. L’arc de la porte présente une inscription gravée en hébreu : la femme qui craint l’Éternel est celle qui sera louée.
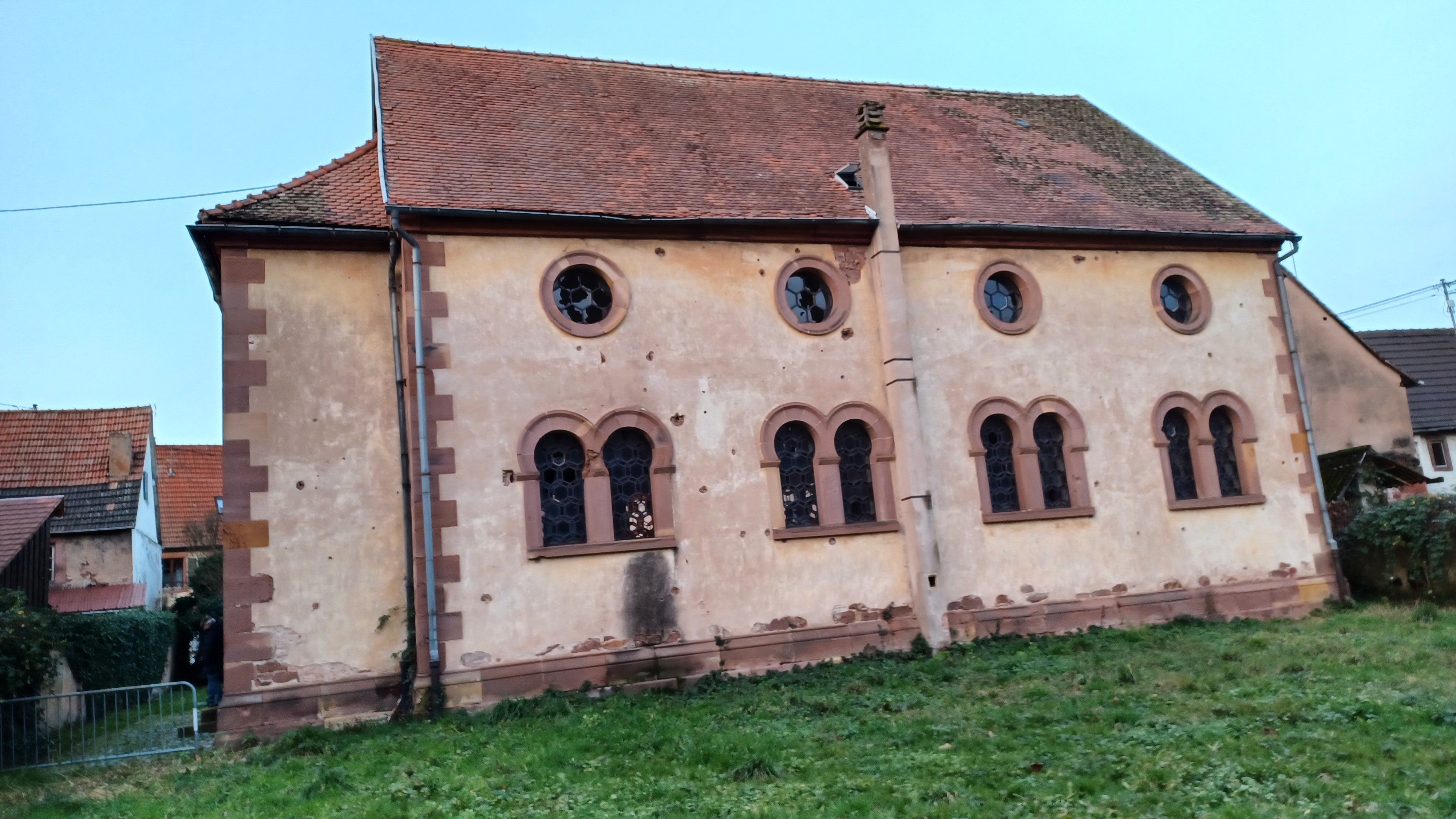
Façade sud portant des traces de balles, délimitée par un chainage d’angle en pierre de taille.
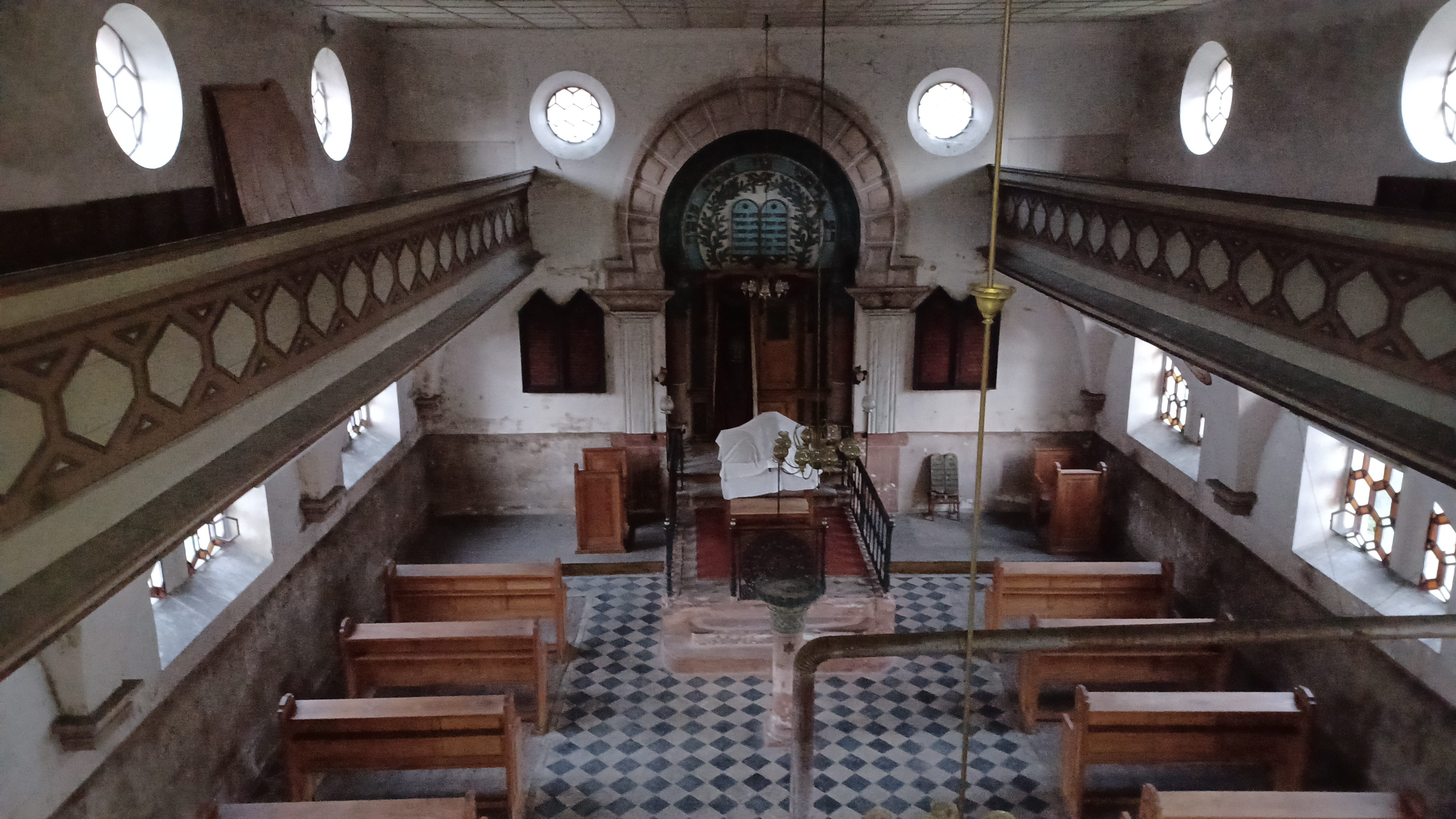
Vue générale de la salle de prière depuis la tribune des femmes.
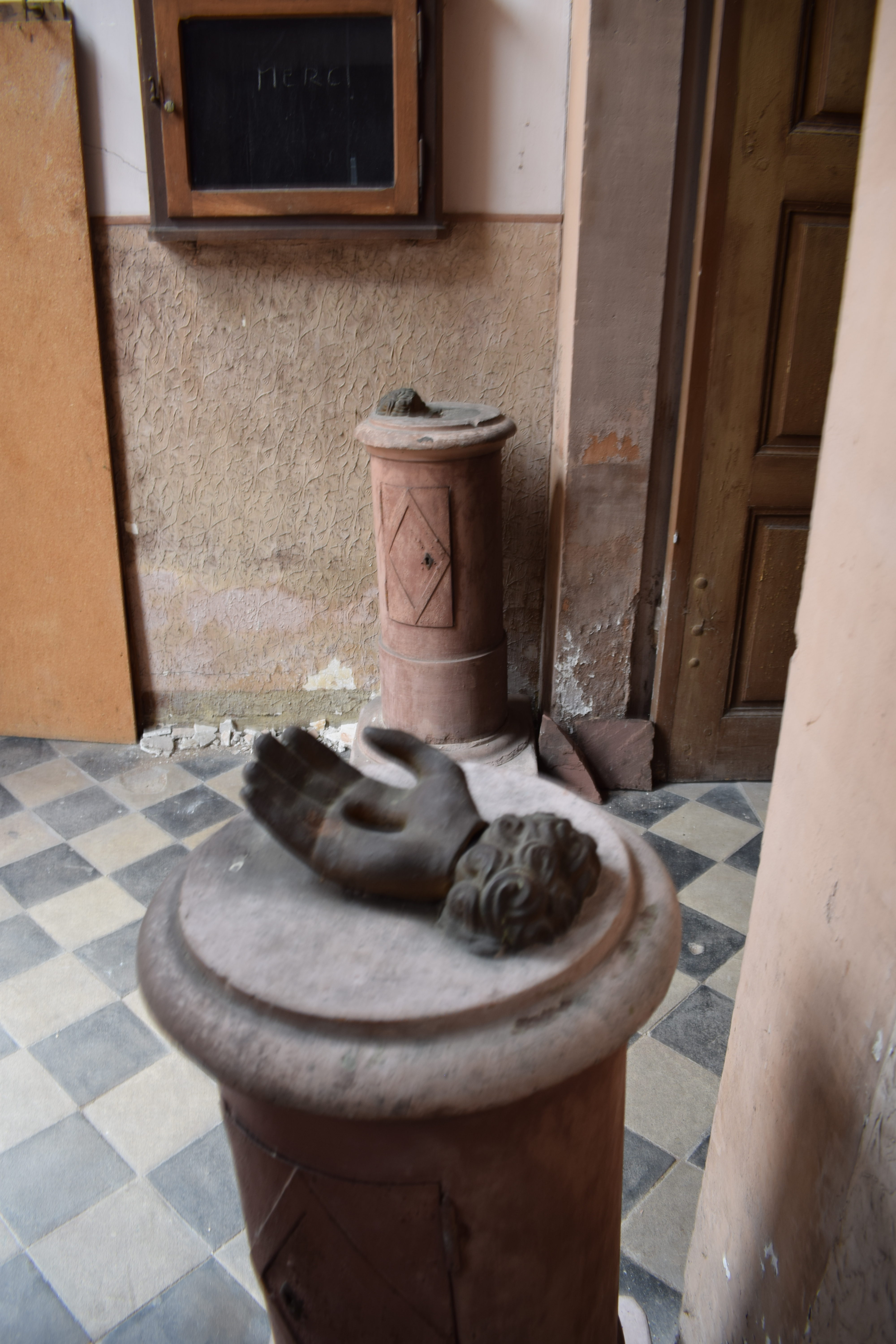
Tronc sous forme de colonne taillée dans du grès, avec en haut la main percée.
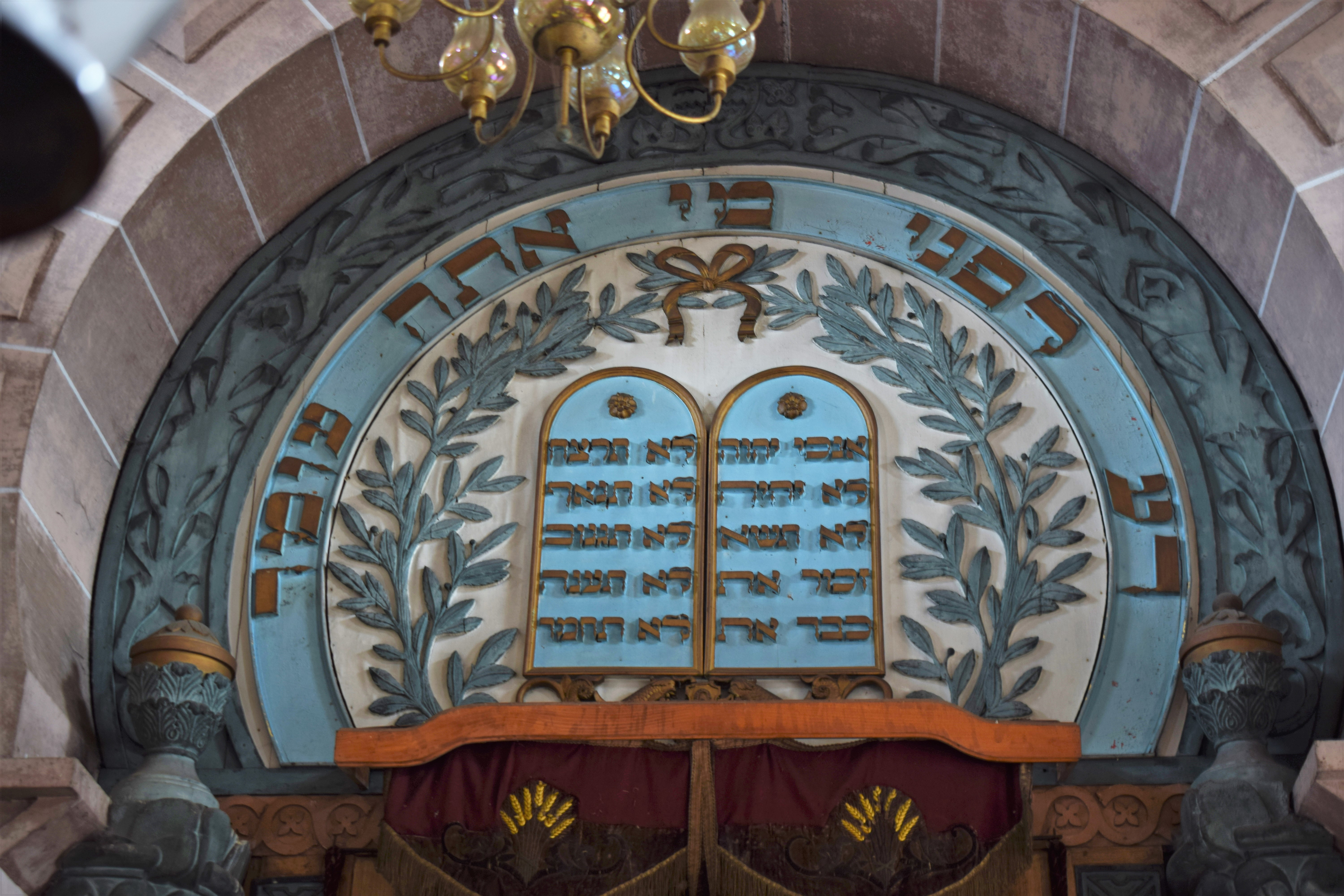
L’Arche sainte, Aron Hakodech en hébreu (ארון קודש), armoire située sur le mur Est, où sont conservés les rouleaux de la Torah, tournée vers Jérusalem.
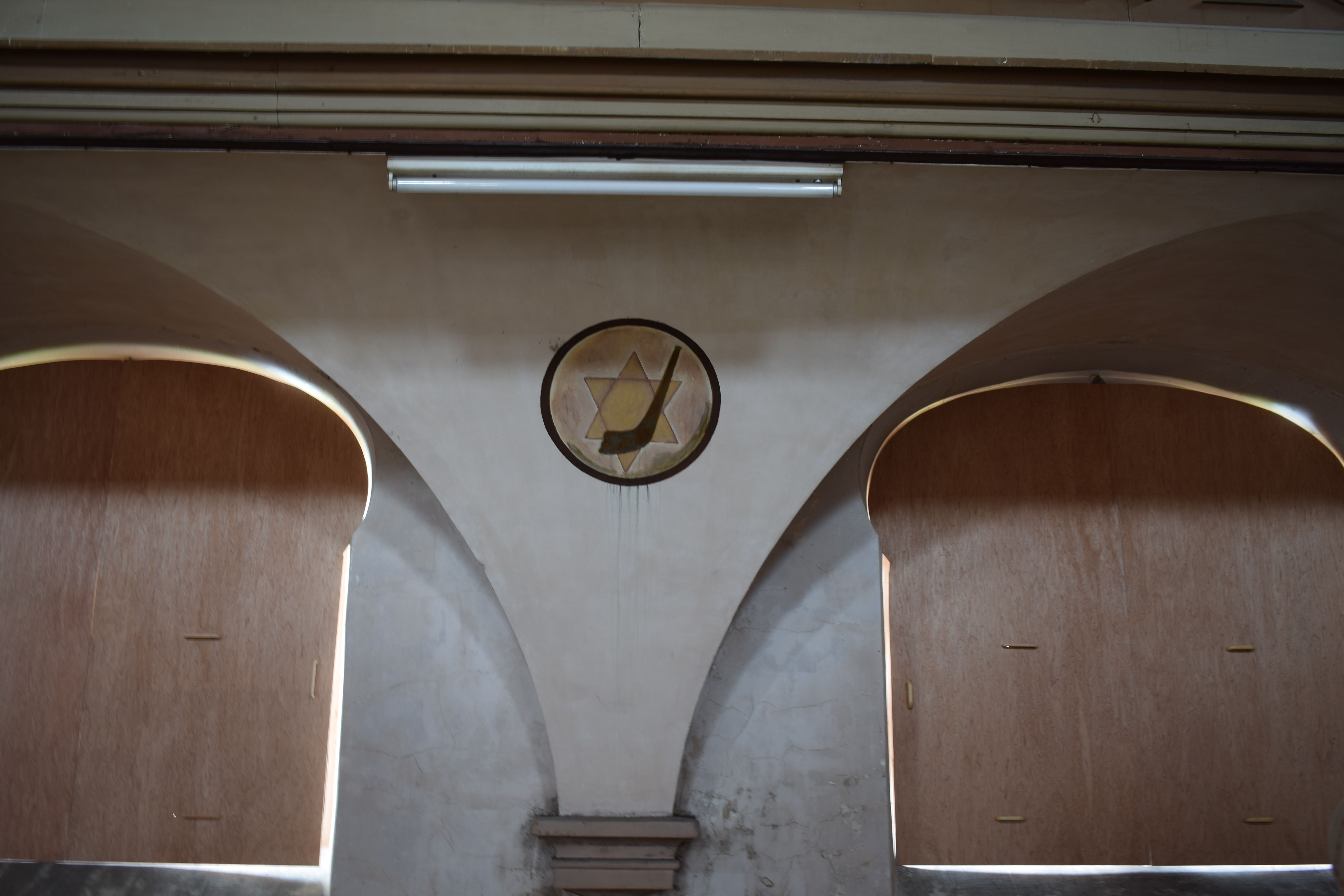
Six médaillons peints sur les voûtes de la tribune représentent des fêtes juives avec des symboles.
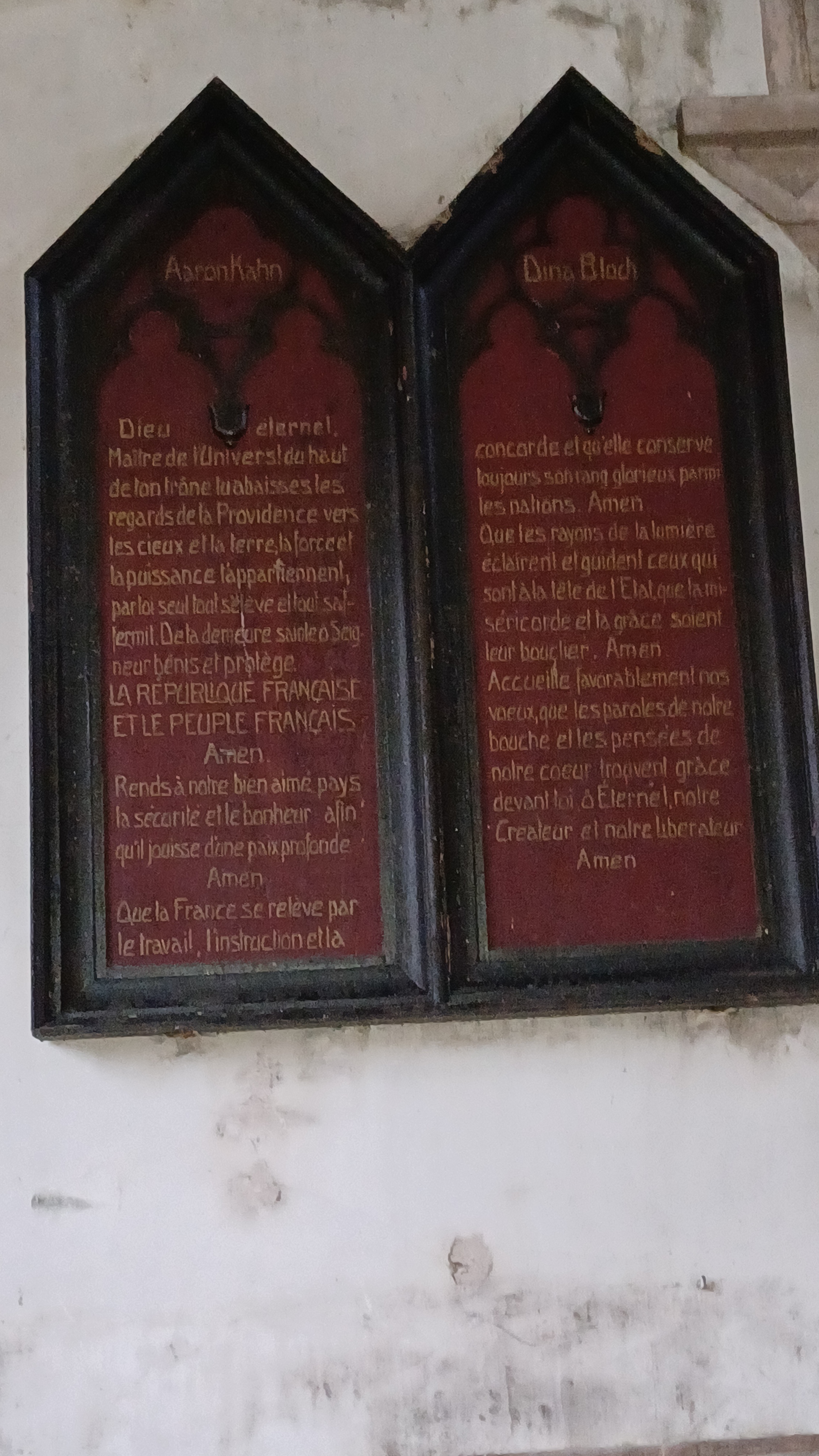
La "Prière pour la République et le Peuple Français".
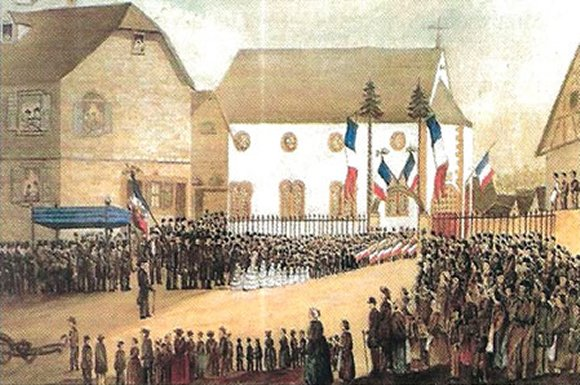
Aquarelle commémorant l'« Inauguration d'un Pentateuque à Reichshoffen le 7 novembre 1857 »[16].

### Le patrimoine mobilier
- Le mobilier de la synagogue[17],
- Les deux tableaux en bois décorés de moulures dans le style néo-gothique[18].
- Sefer Torah, ou plus exactement rouleau de Torah.
- Plaque de Torah, main de lecture[19],
- Tronc de synagogue : main tendue[20],
- Chandelier de synagogue (chandelier à sept branches) [21],

### Histoire de la communauté juive
En 1681, Louis XIV crée un rabbinat d’Alsace, calquant les institutions du judaïsme alsacien sur celles de la communauté de Metz. Les lettres patentes du 25 septembre 1657 accordèrent aux juifs d'Alsace la protection royale, qui semblait se substituer à la précédente tutelle impériale.
En 1784, le pouvoir royal ordonne un dénombrement général des Juifs en Alsace qui atteste la présence de Juifs à Reichshoffen, Gundershoffen…
Après l’émancipation des Juifs par le vote de l'Assemblée constituante en 1791 au début de la Révolution française, de nouveaux cimetières israélites ont été créés, dont celui de Gundershoffen. Cela s'est traduit dans les années 1850, notamment en Alsace-Moselle, par l'ajout sur les stèles, généralement au verso, de la mention en langue française du nom et de la date de décès.
De 1791 à 1914, on a érigé 90 synagogues dans le Bas-Rhin, et 246 dans toute la France. C'est la période que Dominique Jarrassé appelle fort justement "L'Age d'Or des Synagogues". Ce n'est évidemment pas un hasard, mais la résultante directe de l'émancipation de 1791.
En 1861, les 3 villes accolées Niederbronn-les-Bains, Reichshoffen et Gundershoffen comptabilisent 612 juifs, avec Oberbronn 770 juifs.

Quelques cimetières et synagogues du canton de Reichshoffen
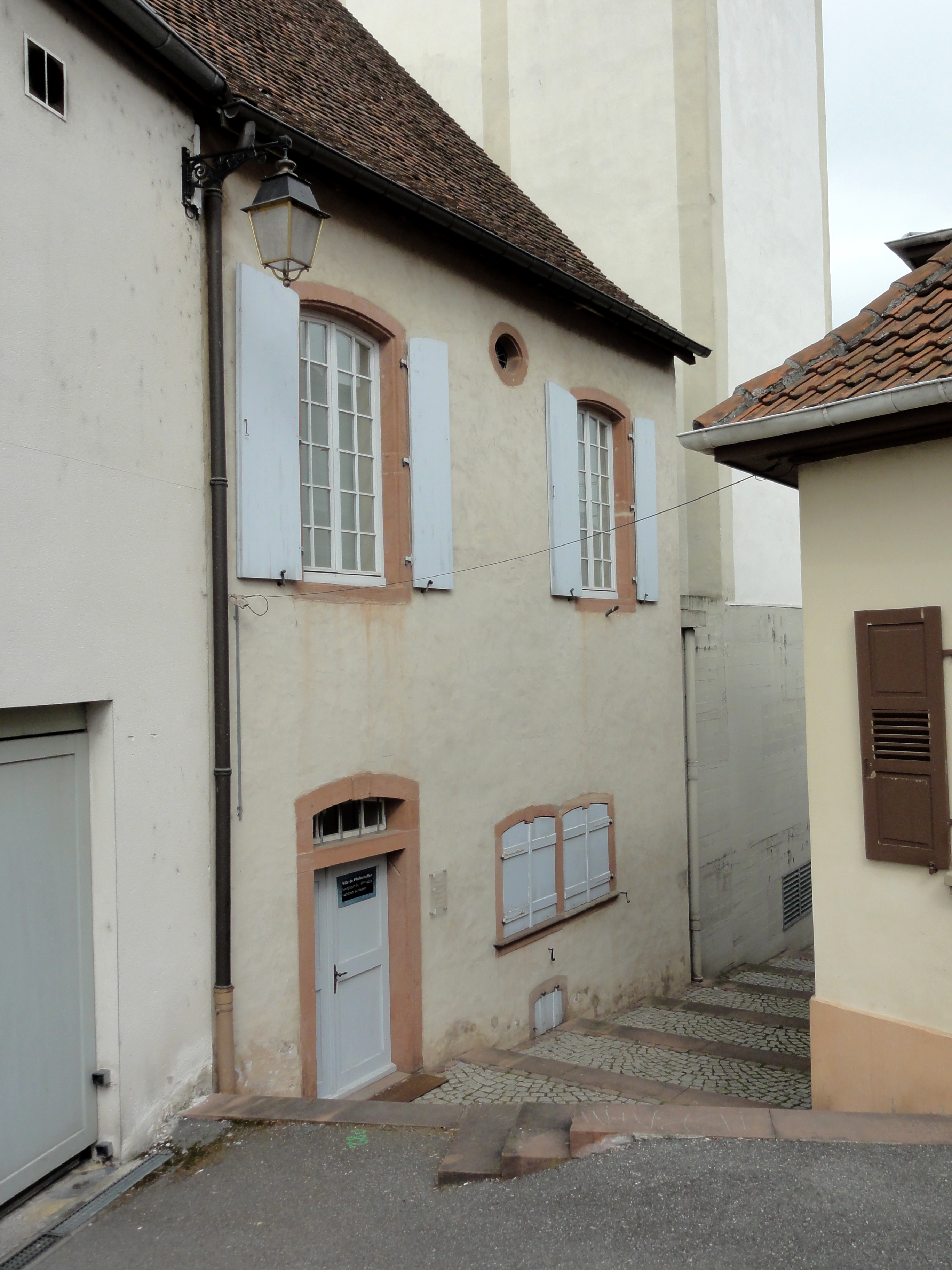
Synagogue de Pfaffenhoffen.
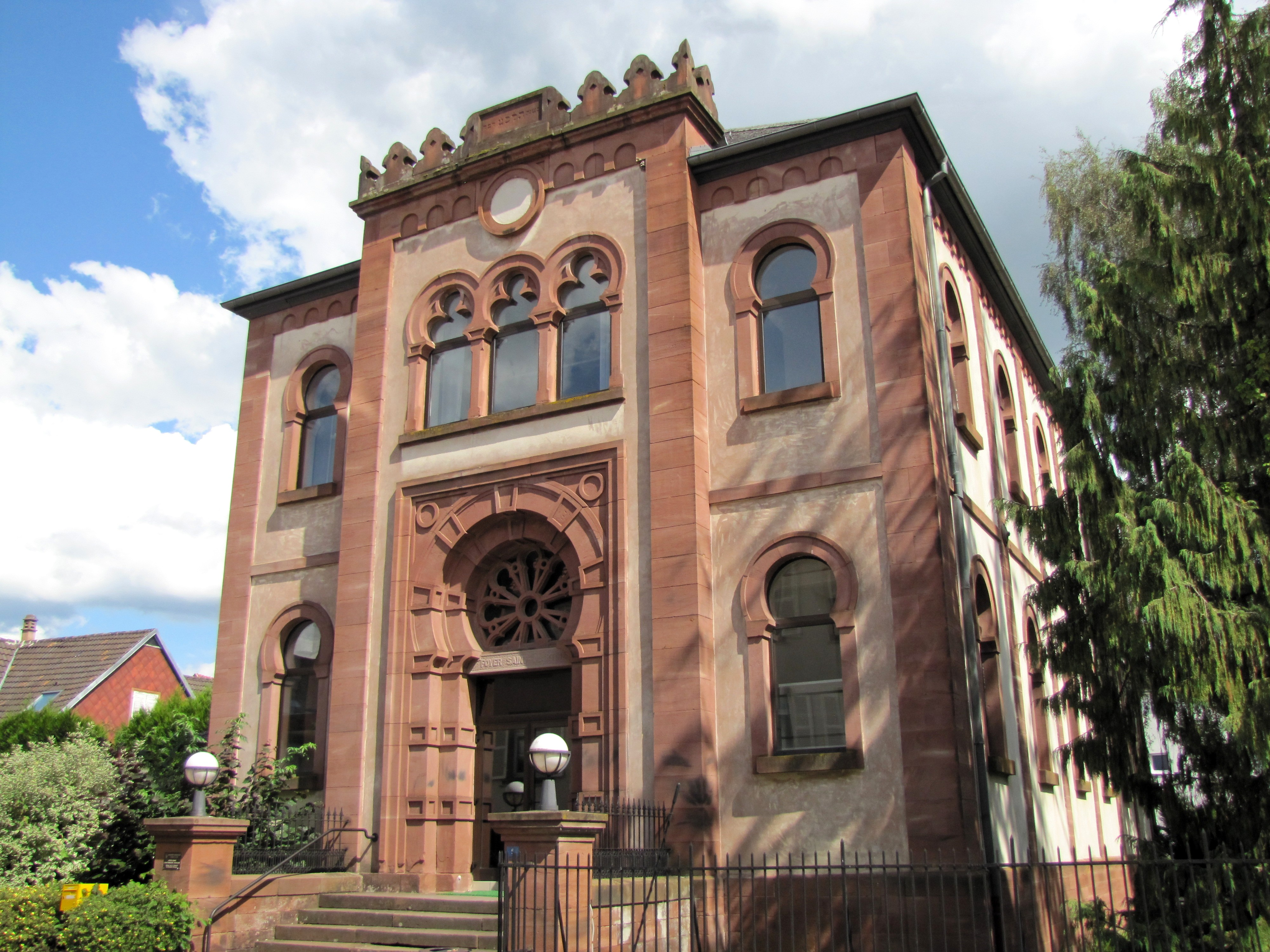
Synagogue de Niederbronn-les-Bains.
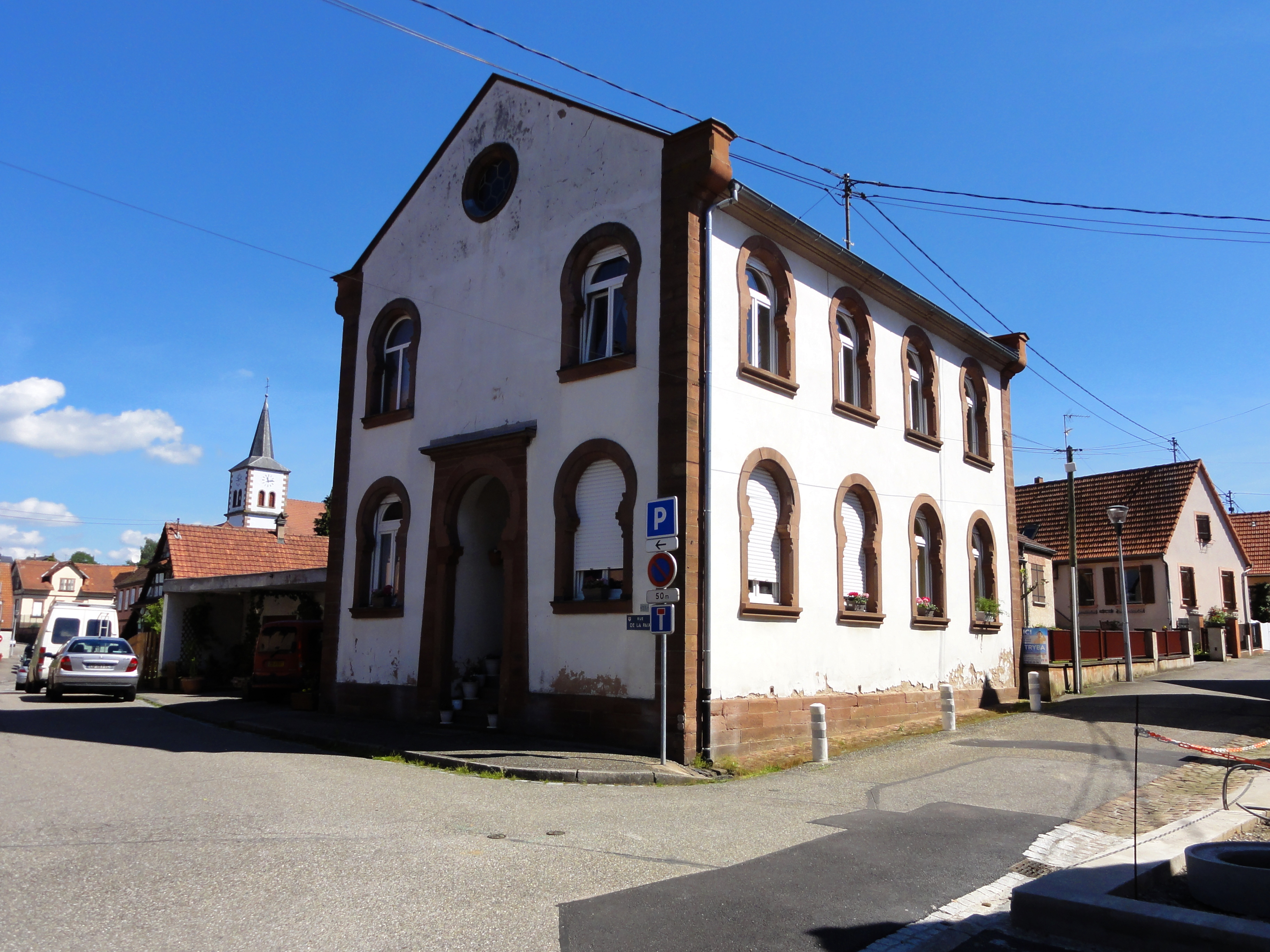
Ancienne synagogue de Gundershoffen.
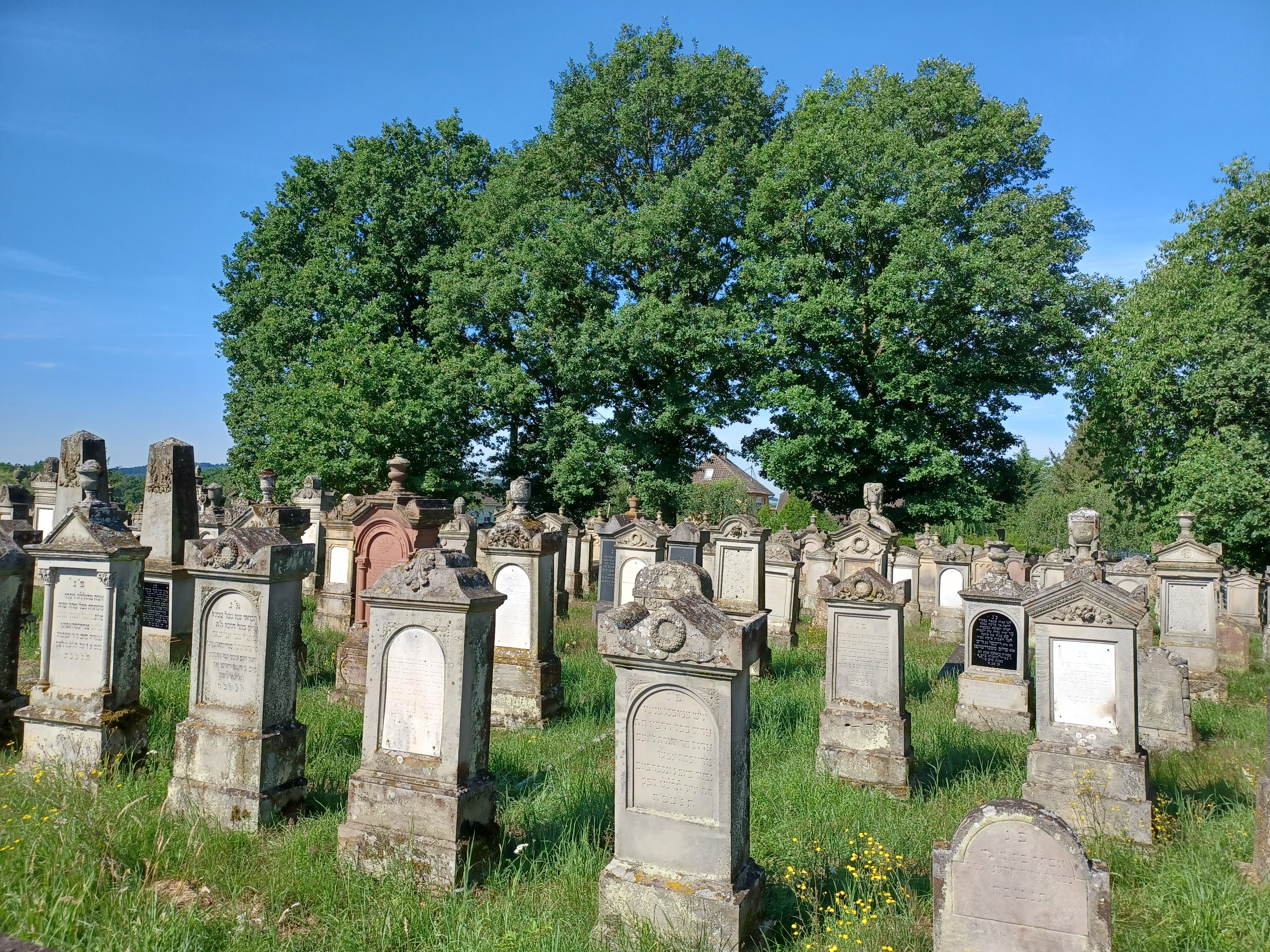
Cimetière juif de Gundershoffen.
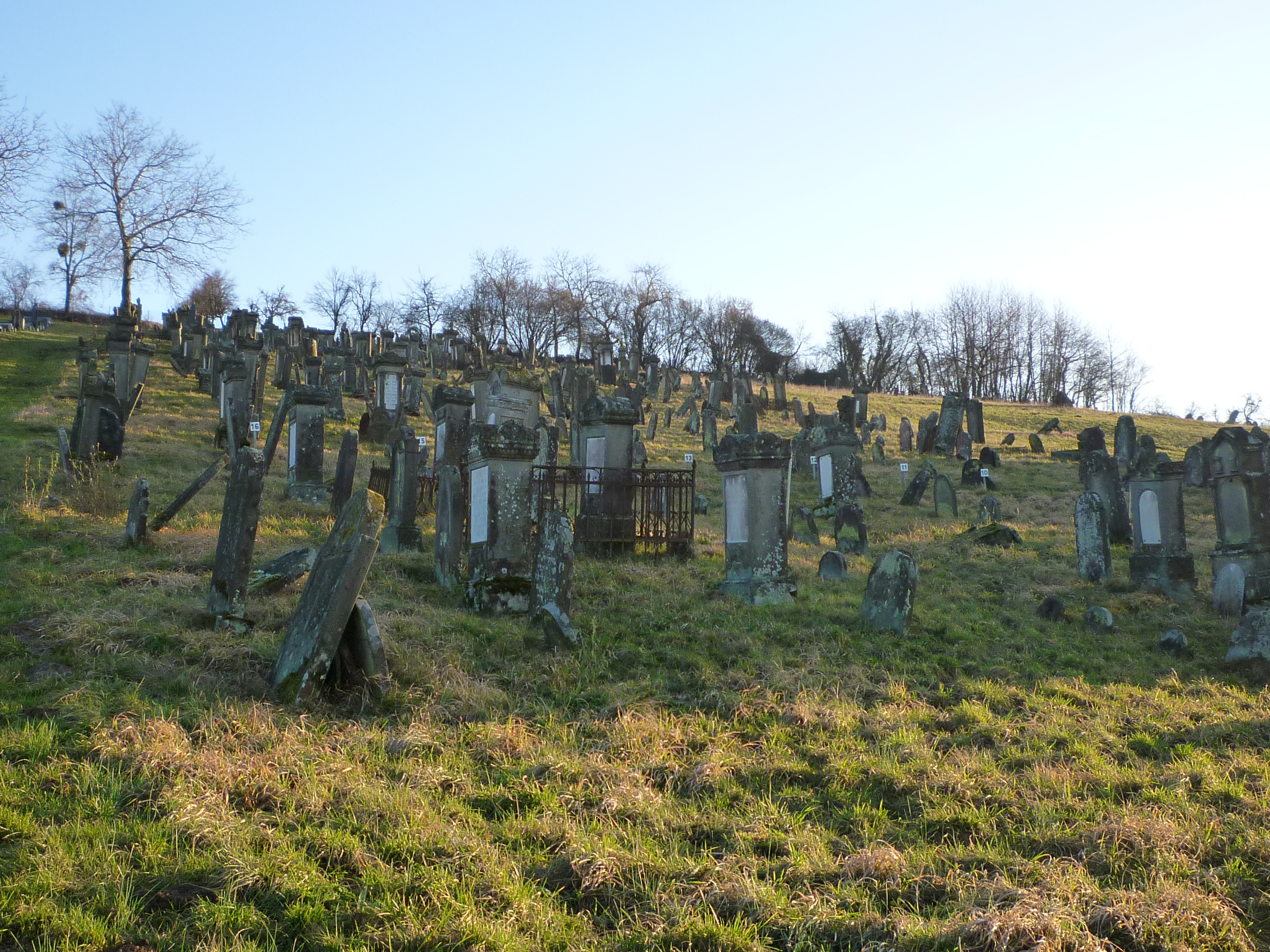
Cimetière juif d'Ettendorf.

15 ou 16 synagogues existaient dans le canton de Reichshoffen, mais 8 synagogues ou bâtisses seulement subsistent de nos jours et 3 cimetières juifs,.
La présence de la communauté juive de Reichshoffen est attestée dès 1473 : un manuscrit en hébreu intitulé Les Mémoires d'Ascher Lévy à Reichshoffen 1598-1635, traduit en allemand par le document Ginsburger en 1913, évoque les atrocités en 1633 qui frappaient les juifs et les non-juifs.
Une nouvelle synagogue est construite au XIXe siècle, afin de suppléer à un premier édifice, situé rue des Juifs. Une étude israélite ouvre ses portes pour répondre aux demandes de la communauté juive.
La défaite de 1870 provoqua l'exode des Juifs vers la " Vieille France ".
Dans leur haine raciale, les Nazis voulurent effacer toute trace de présence juive à Reichshoffen. La synagogue fut vandalisée et il y eut même une tentative, heureusement ratée, d'incendie de la synagogue par la Wehrmacht.
La façade sud porte des impacts de balles.
Les Juifs de Reichshoffen ont donc payé un énorme tribut à la barbarie nazie. Treize personnes sont assassinées à Auschwitz, après avoir passé par les Camps de Drancy et Beaune-la-Rolande de 1942 à 1944. René Weil, est mort pour la France, fusillé par les nazis en 1944 en Dordogne. René Kern est tombé au combat lui aussi en 1944 en Dordogne.
Reichshoffen se distingua aussi par l'héroïsme de ses Résistants et en tant que « passeurs » liés aux nombreux réseaux de résistance, dont plusieurs furent assassinés au camp de concentration de Natzweiler-Struthof.
En 1780, date de la construction de la première synagogue, ce lieu de culte juif, compte huit familles israélites, soit 38 personnes.
122 communes du Bas-Rhin comptaient des habitants juifs en août 1806 et au printemps 1808.
114 communes disposaient d’un registre de prise de nom des juifs en 1808 dont Gundershoffen. On a recensé 29 individus dans la commune, et 39 personnes en 1809.
A Reichshoffen, le Registre de prises de noms de 1808 est toujours consultable à l'Hôtel de Ville et sur le site de la Direction des du Bas-Rhin, Eric Syssau Juin 2012 (bibliographie ajoutée en mai 2019). Il mentionne 52 noms d'adultes, parmi lesquels :
37 hommes, 12 veuves et 3 femmes seules ;
24 hommes et 9 femmes ont signé en caractères hébraïques (63%) ;
13 hommes et 1 femme ont signé en caractères latins germaniques ;
5 femmes ont signé d'une marque (autre que la croix) ;
Les prises de noms des enfants mineurs sont indiquées par le père ou la veuve.
Les sites consistoriaux subsistants, dont l'histoire est reliée à la synagogue de Reichshoffen :
- Le cimetière israélite de Gundershoffen.

Dans la partie ancienne du cimetière, l’on trouve des défunts originaires de Niederbronn-les-Bains, Reichshoffen et Gundershoffen, mais aussi de communautés plus petites des environs et disparues depuis longtemps, telles que Frœschwiller, Langensoultzbach et Goersdorf.
L’origine des défunts actuellement admise de manière non exhaustive : Bitche (Moselle), Niederbronn-les-Bains, Reichshoffen et Gundershoffen.
- Ascher Levy raconte aussi qu'il allait enterrer ses morts  à Ettendorf, qui avait servi de nécropole à de nombreuses communautés du  département du Bas-Rhin. On suppose en effet que le cimetière d'Ettendorf a été utilisé par les reichshoffenois jusqu'à la création du cimetière juif de Gundershoffen vers 1819. Encore de nos jours plus de douze communes des environs l'utilisent pour y enterrer leurs morts[33],[34].

#### Une synagogue républicaine entre passé, présent et projet(s) d'avenir
Deux panneaux en bois, de part et d’autre de l’Armoire sainte, mettent en exergue la « Prière pour la République française et le Peuple français ». Cette présence, rarissime dans une synagogue, démontre combien les juifs de Reichshoffen, loin de rester confinés dans ce terroir qu’ils occupent au moins depuis 1473 , manifestent leur attachement à la République émancipatrice.
Cette prière, dite chaque Shabbat matin, figure dans sa version d’après la révolution de 1848 et « demande que la France se relève par le travail, l'instruction et la concorde ». La permanence de ces panneaux par delà les aléas de l’histoire depuis 1852, démontre sans ambiguïté les valeurs portées par les juifs de Reichshoffen.
Par ses fresques représentant la ronde des fêtes juives qui symbolisent autant les retournements de l’histoire que son éternel recommencement, elle témoigne remarquablement de cet ancien judaïsme alsacien, religieux traditionaliste et empreint de bon sens, mais étonnamment moderne, entre discrimination et émancipation, jusqu’à l’exode rural du XXe siècle et à la Shoah.
Tout cela suffit à démontrer à quel point la population se (ré) approprie ce lieu d’histoire et manifeste son intérêt pour l’édifice, ainsi que son désir de la faire (re) vivre.
Quelques manifestations qui se sont déroulées dans la synagogue :
Visite autour des voyages et migrations dans la culture juive le dimanche 06 septembre 2020, Les Dernières Nouvelles d'Alsace.
En guise de conclusion, pour les trois sites, des visites guidées sont régulièrement organisées par ASHERN pour un public local et toujours nombreux. Elles contribuent efficacement à démystifier ces lieux fantasmés par certains, mais aussi à renforcer le dialogue interreligieux et à la connaissance de l’histoire laïque des religions, pour un public adulte et scolaire.
En ce sens, ces lieux et nécropoles contribuent à la lutte contre l’antisémitisme.

## Les ministres officiants et lesrabbinsdu Bas-Rhin
Depuis 1967, avec le décès du dernier ministre officiant Yvan Lang, cafetier, le culte n'est plus célébré dans la synagogue de Reichshoffen.
- Le Grand Rabbinat de Strasbourg et du Bas-Rhin[36].
- le poste d’officiant salarié par l’État a été supprimé par décision du consistoire israélite du Bas-Rhin le 14 octobre 1957 en raison de la création d’un poste de ministre de culte prévue à Reichshoffen la synagogue de Gundershoffen sera finalement cédée à la commune en 1968.
- Élie Schwab, rabbin de Haguenau (1721-1747)[37] et Samuel Halberstadt.
- Joseph Bloch devient à la Libération, le rabbin de la Communauté de Haguenau, (Bas-Rhin). Il y termine sa carrière.
- Les cérémonies du souvenir dans le Bas-Rhin : Dimanche 15 septembre 2022 au Cimetière israélite de Gundershoffen - Grand Rabbin Claude Heymann.

## Personnalités liées à la commune
- Les Justes parmi les nations[38] :

Raymonde Weiss (1923-1997) épouse Lévy, de Gundershoffen, réfugiée en Dordogne,.
L'Abbé Robert Bengel. Né le 17 septembre 1905 à Seltz, décédé le 31 octobre 1987 à Vaux-sur-Seine. Vicaire de la Paroisse de Niederbronn en 1936, fondateur de la Jeunesse ouvrière chrétienne.
Sœurs de Niederbronn.

### L’association de sauvegarde et mise en valeur du patrimoine juif
L'association ASHERN « les Amis des Sites Hébraïques des Environs de Reichshoffen et Niederbronn-les-Bains », créée en décembre 2017, s'est engagée dans la poursuite du projet de conservation du cimetière israélite de Gundershoffen et d'Oberbronn et a conclu un accord de partenariat avec l'association ICE-RF, Institut Chrétien pour l'Europe, de Niederbronn-les-Bains. Son objet est la préservation de ce qui reste de la culture juive dans le territoire, en tant que partie intégrante de l’histoire et de la culture locale, et ce, dans un esprit laïque et interreligieux. L’acronyme qui constitue son nom est un clin d’œil à Ascher Levy de Reichshoffen qui a nous laissé ses « Mémoires (1598 – 1635) », l’une des principales sources de connaissance des événements locaux de la guerre de Trente Ans (1618 – 1648). Son activité consiste à donner vie aux lieux, consistoriaux ou non, par des recherches, articles, conférences et visites guidées.

### Les animations organisés et les projets de l'association " ASHERN "
- Les opérations « Portes ouvertes » à la synagogue 1997-1998-2004[44].
- Juin 2022 :  7 juin 2022[45]. Conférence de Simone Polak, rescapée des camps en 1945, organisée par l’ASHERN et la Société d'histoire, d'archéologie de Reichshoffen et environ (SHARE), au Moulin de Niederbronn-les-Bains ; Exposition : la vie au néolithique ; Concerts dominicaux.
- 04 septembre 2022. Dans le cadre des Journées Européennes de la Culture Juive, visite commentée et découverte de la synagogue de Reichshoffen, une synagogue républicaine de 1852 pleine d'originalités.
- Exposition « Les Résidus du Vide », par l’artiste Ben Jack Nash[46], programme réalisé entre 2016 et mars 2018 visant à rendre un nouveau souffle à cet édifice et à créer de nouveaux liens entre les habitants et leur patrimoine historique, qui s'efface peu à peu de la mémoire collective.

Le projet a été fortement soutenu par le Consistoire Israélite du Bas-Rhin, la Région du Grand Est et le centre d’art contemporain Accélérateur de Particules. En février 2017, le projet a obtenu le prix de la meilleure proposition de projet par “La Dinée” prix prestigieux d’art contemporain à Strasbourg (France). L’initiative a été recommandée par un nombre de curateurs de haut niveau et de directeurs de galeries. Le vernissage de l’exposition a eu lieu en mars 2018 et l’exposition a été présentée durant six mois.
Projets et perspectives :
Conserver le caractère synagogal est une obligation historique, compte tenu du bon état de conservation général de l’édifice et des objets qu’il contient,.
La réhabilitation de la toiture et le traitement de l’humidité sont urgents, ainsi que la mise aux normes réglementaires de cet édifice sans électricité sont les priorités pour l’ouverture et l’accès au public.
Une étude de diagnostic et de programmation a été réalisée par Fabien Michel architecte du patrimoine, en septembre 2016. C’est une étude de diagnostic et de programmation du bâtiment et du mobilier. Elle a pour objet de présenter son histoire, son évolution et ses problèmes sanitaires. De ces diagnostics ressortira une programmation de travaux donnant une orientation générale d’entretien et de restauration de l’ensemble.
Elle comprend les éléments suivants :
- Un relevé du bâtiment, ensemble de plans représentant les sols, couvertures et façades de la synagogue, ainsi qu’une coupe transversale et une coupe longitudinale.
- Une présentation descriptive de l’édifice, extérieur et intérieur et du mobilier.
- Un rappel historique afin de déterminer les phases de construction, d’aménagement et de travaux qui ont abouti à l’édifice actuel.
- Un état des lieux comprenant un diagnostic sanitaire, technique et culturel du bâtiment et du mobilier, classé par type de problème.
- Une proposition de hiérarchisation des priorités d’intervention, basée sur la combinaison des diagnostics. Ledit programme de restauration ainsi défini comprend une description synthétique des travaux à mettre en œuvre.
- Une approche estimative du coût prévisionnel des travaux à envisager qui sont divisés dans une programmation pluriannuelle

Une proposition d’inscription sur l’inventaire supplémentaire des monuments historiques, ou de classement au titre des monuments historiques pourrait être sollicitée auprès des services compétents. Le service régional de l’inventaire a d’ailleurs souligné l’intérêt de cet édifice,.